# 田中泰阿弥
田中 泰阿弥（たなか たいあみ、1898年 - 1978年）は、日本の作庭家、庭師。新潟県柏崎市出身。孤高の「庭匠」とよばれた。本名・田中泰治。
1929年、京都慈照寺（銀閣寺）「洗月泉」滝の石組を発見、新聞報道される。この発掘以来、慈照寺出入りの庭師となる。1931年には「相君泉」の石組、紅葉御殿及び西指庵に通ずる路の他、足利義政の築造とされるお茶井戸石組や約50坪の茶席跡と庭園を龍居松之助らと発掘。こうした慈照寺における一連の発掘修復活動によって、その名を知られるようになっていく。
茶道を長安院の住職・多田宗夢に師事。日本庭園協会新潟県支部に田中泰阿弥研究会がある。

## 主な実績
- 慈照寺（銀閣寺）茶席の露地作庭（1924年）
- 森田邸庭園作庭（1924年～、京都）
- 料亭「柳好亭」の作庭（1926年）
- 貞観園修復（1932年～1933年、柏崎市高柳町）
- 慈照寺（銀閣寺）鎮守石組み(1936年)
- 尾崎邸庭園修復(1938年、鳥取県湯梨浜町宇野、国指定名勝)
- 岡本家粟田口別邸庭園作庭(1938年、京都市)
- 等持院庭園復元完成(1938年、京都市)
- 天龍寺庭園修復(1938年～、京都市)
- 清水園(1940年、新潟県新発田市、庭園作庭に関わるが戦争のため工事は延期　旧新発田藩下屋敷)
- 貞観園石庭(1941年、柏崎市高柳町)
- 西芳寺指東庵枯山水作庭(1941年、京都市)
- 鹿苑寺（金閣寺）新設参道拡張(1941年、京都市)
- 高台寺「傘亭」復元(1942年、京都市)
- 相国寺庭園修復(1942年、京都市)
- 金地院庭園補修計画策定(1942年、京都市)
- 智積院庭園補修計画策定(1942年、京都市)
- 蕉秀隣寺庭園補修(1942年、滋賀)
- 般舟院(1942年、京都)
- 三井邸茶庭露地設計図作成(1943年、東京)
- 智積院庭園補修(1943年、京都市)
- 福田寺庭園補修(1943年、滋賀)
- 玉林院露地(1943年、京都市)
- 安田邸庭園(1944年、東京)
- 仙石邸庭園(1944年、東京)
- 尾崎邸震災の為の復旧工事(1944年、鳥取県湯梨浜町宇野)
- 渡辺邸庭園修復(1948年～完成・指定庭園申請1951年、新潟県岩船郡関川村下関、建物は国の重要文化財)
- 渡辺邸座敷及び茶室(1952年、新潟県岩船郡関川村下関)
- 渡辺邸書斎前枯山水(1953年、新潟県岩船郡関川村下関)
- 三井邸庭園(1950年、東京)
- 田村邸庭園作庭（現存せず）(1953年、新潟県長岡市)
- 桃李境観月亭石組(1953年、静岡県熱海市)
- 瀬川昌世邸（旧古市公威邸）庭園（苔庭に改造、現(株)昌平不動産総合研究所本郷瀬川邸、1953年、東京都文京区、建物は登録有形文化財）
- 福寿院庭園（1953年、大沢山）
- 竹葉亭庭園（1953年、東京都中央区銀座）
- 清水園庭園作庭を再開（1953年～茶室工事1956年、全体完成1957年、その後も手を加え続けている、新潟県新発田市）
- 石泉荘芭蕉苑の句碑（1954年、新潟県新発田市諏訪町）
- 伊藤邸（現（財）北方文化博物館）庭園（1954年～1958年、新潟市江南区沢海）
- 尚半亭書院前庭（現鎌倉女子大学山之内学舎、1954年、北鎌倉）
- 料亭「大和」庭園作庭（1955年頃、正確な年代不詳）
- 大谷邸庭園（1959年、新潟県）
- 桃李境庭園（1959年、静岡県熱海市）
- 瀬川邸茶室「苔庵」（1959年、東京都文京区）
- 堀越邸庭園（1960年、東京都）
- 長谷川邸茶室及び庭園作庭（現存せず）（1960年）
- 服部邸庭園（1961年、東京都）
- 内田邸茶室及び庭園（1961年～1962年、新潟県三条市）
- 瑞泉寺茶室「南方庵」及び客殿移築（1961年、鎌倉市）
- 興産相互銀行（現・北日本銀行）中庭（1961年、盛岡市）
- 金升酒造庭園作庭（一部分）（1962年、新潟県新発田市）
- 別宮邸庭園（1962年、東京都）
- 長谷の大仏廻り整備、及び高徳院庭園（1963年～1964年、鎌倉市）
- 万満寺茶室（1963年）
- 東慶寺内石井家墓所整備（1963年、鎌倉市）
- 相国寺茶室設計（1963年、京都）
- 坂上邸露地（1964年、東京都）
- 松本邸茶室（1964年、東京都）
- 佐藤邸茶室及び庭園（1964年～1965年、新潟県出雲崎町）
- 鈴木邸（現翠渓荘）庭園（1965年～1966年、湯河原市）
- 坂上邸石庭（1965年、東京都）
- 北沢邸庭園作庭（現存せず）（1965年、東京都）
- 植木邸庭園（豊耀園と命名。1966年～1967年、新潟県柏崎市与板。兄の作庭庭園を改造）
- 中崎邸庭園一部改庭（1968年、千葉県市川市）
- 高澤邸（菊水酒造）庭園（1968年～1969年、新潟県新発田市）
- 大谷邸玄関前枯山水（1969年、新潟）
- 笠原邸（本家）庭園（1969年、新潟県柏崎市）
- 鹿苑寺（金閣寺）夕佳亭裏道拡張工事（1970年）
- 瑞泉寺「鶴亀の庭」（1970年、鎌倉市）
- 致道博物館庭園修復（1971年、山形県鶴岡市）
- 助川邸茶室及び露地（1971年、山形県鶴岡市）
- 中野邸茶室工事（1971年、庭園作庭は1972年、新潟市）
- 斉藤邸茶室及び庭園（1972年、山形県鶴岡市）
- 中川邸庭園作庭（1972年、新潟県新発田市）
- 山本邸庭園作庭（1973年、滋賀県草津市）
- 鹿苑寺（金閣寺）土塀新設工事（1973年）
- 清水園書院前雨落ち及び同仁斎に至る飛び石（1974年、新潟県新発田市）
- 岡仙古汲堂庭園（1975年、新潟県新発田市）
- 関邸庭園（1975年～1976年、茨城県下館市）
- 茶道宗徧流道場庭園（1976年、鎌倉市）
- 毫摂寺前庭（1970年、福井県越前市）

## 経歴
- 笠原家に生まれる。笠原家は農家であるが、「松屋」相沢熊蔵の弟子であった兄の下で10代で庭園作庭の手伝いを皮切りに、庭仕事を開始。1914年には上京し、1916年まで植木屋で修行。その後帰郷し、兄の手伝いをする。
- 1918年、徴兵で地元新潟の高田連隊に入隊。除隊後、京都岡崎の庭師中村満次郎のもとで修業。
- 1925年、田中家の養子になり、田中泰治となる。
- 1926年、庭師として独立。慈照寺（銀閣寺）の発掘など手がけていたが、1935年からは渡りの職人として、各地の親方の下での業を転々とする。最後は小川治兵衛の「植治」に在籍。
- 1938年から、鹿苑寺（金閣寺）出入りの庭師となる。
- 1945年～1949年、東京植木株式会社に在籍。
- 1951年、泰阿弥を名乗るようになる（文化財専門保護委員のすすめによる）。